# Anne Senechal Faust
Anne Senechal Faust (* 11. März 1936 in New Britain, Connecticut) ist eine US-amerikanische Tierzeichnerin. Sie ist auf Siebdruck spezialisiert.

## Leben
Anne Senechal Faust ist die Tochter von George Augustin und Luise Mary Senechal, geborene Schmalz. Ihr jüngerer Bruder Ronald George Senechal (1938–2018) arbeitete als Geochemiker am National Bureau of Standards (NBS) und an der Oregon State University. Sie erlangte 1958 den Bachelor of Fine Arts (BFA) am Boston University College of Fine Arts mit der Bewertung cum laude. Von 1959 bis 1967 war sie Zeichnerin bei der Firma Connecticut Light & Power in Berlin, Connecticut. Von 1967 bis 1969 arbeitete sie als Zeichnerin in der Fafnir Bearing Company, New Britain, Connecticut. Von 1969 bis 1979 war sie Kunstlehrerin am New Britain Board of Education, wo sie in Elementary Schools (K6) unterrichtete. 1977 erwarb sie den Master in Art Education an der University of Hartford in Connecticut. Seit 1979 arbeitet sie als Vollzeitgrafikerin.
Senechal Faust erstellt ihre Bilder mit der Siebdrucktechnik. Dabei reduzierte sie kontinuierlich die Anzahl der Schablonen, ohne dabei den charakteristischen 3D-Effekt zu verlieren. Ihre bevorzugten Objekte sind Wildvögel in ihrem natürlichen Lebensraum, die sie auf ihren weltweiten Vogelbeobachtungstouren als Modelle nutzt.
Seit 1981 veranstaltet das Leigh Yawkey Woodson Art Museum in Wausau, Wisconsin regelmäßig Ausstellungen von Senechal Faust. Auf der 24. Birds-in-Art-Ausstellung im Jahr 1999 wurden zwölf Grafiken, die zwischen 1977 und 1999 entstanden sind, präsentiert und sie wurde als erste Grafikerin und erste Frau als „Master Wildlife Artist“ ausgezeichnet. Von Januar bis Mai 2014 veranstaltete das Museum of American Bird Art der Massachusetts Audubon Society die Ausstellung A Life List in Silkstreen: The Art of Anne S. Faust.
Sie ist seit 1992 Mitglied der Society of Animal Artists, wo sie zweimal den „Award of Excellence“ gewann, 1992 für das Werk El Cusingo und 2005 für ihr Bild This is MY Chicken.
Senechal Faust ist seit 1979 mit dem Naturfotografen Jacob Faust verheiratet und lebt in Baton Rouge, Louisiana.

## Illustrierte Werke
- Stephen W. Kress: The Audubon Society Handbook for Birders, Scribner, New York City, 1981
- Stephen W. Kress: The Audubon Society Guide To Attracting Birds, Scribner, New York City, 1985
- Leigh Yawkey Woodson Art Museum: Birds in Art: 1999. Museum Exhibition Catalog, 1999